# Шульга Олександр Олексійович
Олекса́ндр Олексі́йович Шульга́ (18 листопада 1949) — український дипломат. Надзвичайний і Повноважний Посланник. Начальник Галузевого державного архіву Міністерства закордонних справ України (ГДА МЗС України).

## Життєпис
Народився 18 листопада 1949 року в Білорусі[джерело?].
З 199? по 05.1997 — Тимчасовий повірений у справах України в Тунісі.
З 03.2002 по 01.2008 — Тимчасовий повірений у справах України в Гвінеї.
Тимчасовий повірений у справах України в Сьєрра-Леоне за сумісництвом.
З 2009 — Начальник Галузевого державного архіву Міністерства закордонних справ України (ГДА МЗС України).

## Дипломатичний ранг
- Надзвичайний і Повноважний Посланник другого класу (2009)